# Sumiko Hidaka
Pour les articles homonymes, voir Hidaka.
Sumiko Hidaka (日高澄子, Hidaka Sumiko), née le 5 mars 1923 dans l'arrondissement de Shimogyō-ku à Kyoto et morte le 1er août 2002 à Tokyo, est une actrice japonaise. Son vrai nom est Tomiko Taniguchi (谷口富子, Taniguchi Tomiko).

## Biographie
Sumiko Hidaka a tourné dans près de cent films entre 1947 et 1985.

## Filmographie partielle

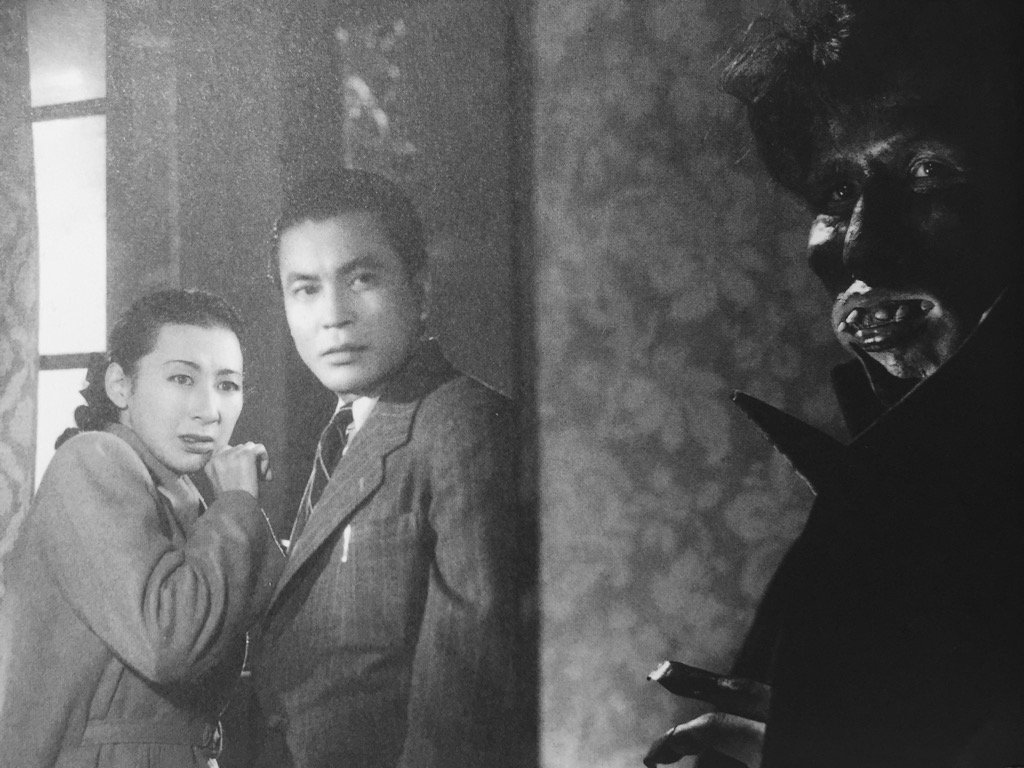
Sumiko Hidaka et Jōji Oka dans Tetsu no tsume (1951).

### Au cinéma
- 1947 : Le Théâtre estudiantin (壮士劇場, Sōshi gekijō?) de Hiroshi Inagaki
- 1947 : Sabakareru aijō (裁かれる愛情?) de Keigo Kimura
- 1948 : Yoru no mon (夜の門?) de Keigo Kimura
- 1948 : Kakute ninjutsu eiga wa owarinu (かくて忍術映画は終りぬ?) de Isamu Kosugi
- 1950 : Nanatsu no hōseki (七つの宝石?) de Keisuke Sasaki
- 1950 : Mittsu no kekkon (三つの結婚?) de Keisuke Sasaki
- 1951 : Tetsu no tsume (鉄の爪?) de Nobuo Adachi : Emiko Haraguchi, l'amante de Kyosuke
- 1952 : La Légende du grand bouddha (大仏開眼, Daibutsu kaigen?) de Teinosuke Kinugasa : Morime Ōmiya
- 1952 : Les Sœurs de Nishijin (西陣の姉妹, Nishijin no shimai?) de Kōzaburō Yoshimura : Hatsue Yamazaki
- 1952 : Violence (暴力, Boryoku?) de Kōzaburō Yoshimura
- 1953 : Mura hatibu (村八分?) de Zenshu Koizumi
- 1953 : Epitome (縮図, Shukuzu?) de Kaneto Shindō : Somefuku
- 1953 : Désirs (慾望, Yokubo?) de Kōzaburō Yoshimura : Hiroko Sugiyama
- 1953 : Les Bateaux de l'enfer (蟹工船, Kanikōsen?) de Sō Yamamura : une prostituée
- 1953 : La Vie d'une femme (女の一生, Onna no issho?) de Kaneto Shindō : Yuki Kawakami
- 1954 : Tout sur moi (わたしの凡てを, Watashi no subete o?) de Kon Ichikawa : Otoshi
- 1954 : Quartier sans soleil (太陽のない街, Taiyo no nai machi?) de Satsuo Yamamoto : Takae Haruki
- 1954 : Geisha Hidekoma (芸者秀駒?) de Takeshi Satō (ja) : Hidekoma, une geisha
- 1954 : Jeunes gens (若い人たち, Wakai hitotachi?) de Kōzaburō Yoshimura
- 1954 : Ore no kenjū wa subayai (俺の拳銃は素早い?) de Hiroshi Noguchi : Kyōko Kagami
- 1955 : La Femme de Ginza (銀座の女, Ginza no onna?) de Kōzaburō Yoshimura
- 1955 : Tsuki ni tobu kari (月に飛ぶ雁?) de Shūe Matsubayashi : Mariko
- 1955 : Zoku keisatsu nikki (続警察日記?) de Seiji Hisamatsu : servante du temple
- 1956 : Une actrice (女優, Joyu?) de Kaneto Shindō : Yugiku Yoshiya
- 1957 : Le Passage du grand Bouddha (大菩薩峠, Daibosatsu tōge?) de Tomu Uchida : Otaki
- 1957 : Le Trou (穴, Ana?) de Kon Ichikawa : Takeko Nakamura
- 1958 : Les Tambours de la nuit (夜の鼓, Yoru no tsuzumi?) de Tadashi Imai : Oyura
- 1959 : L'Écho de l'amour (恋山彦, Koi yamabiko?) de Masahiro Makino
- 1959 : Une histoire d'amour de Naniwa (浪花の恋の物語, Naniwa no koi no monogatari?) de Tomu Uchida
- 1960 : Yatarō gasa (弥太郎笠?) de Masahiro Makino : Maki
- 1960 : Histoire singulière à l'est du fleuve (濹東綺譚, Bokutō kitan?) de Shirō Toyoda : Tamae
- 1961 : La Fin d'une douce nuit (甘い夜の果て, Amai yoru no hate?) de Yoshishige Yoshida : Hisako Noshimoto
- 1961 : Médaille pour une femme (女の勲章, Onna no kunshu?) de Kōzaburō Yoshimura : Utako Ito
- 1961 : Flocons de nuages (雲がちぎれる時, Kumo ga chigireru toki?) de Heinosuke Gosho :  l'amie d'enfance d'Ichie, propriétaire du Yayoi
- 1961 : Netsuai sha (熱愛者?) de Kazuo Inoue (ja) : Yoshiko
- 1962 : Maman, marie-toi ! (かあちゃん結婚しろよ, Kaachan kekkon shiroyo?) de Heinosuke Gosho
- 1962 : La Renarde folle (恋や恋なすな恋, Koiya koi nasuna koi?) de Tomu Uchida
- 1962 : La Source thermale d'Akitsu (秋津温泉, Akitsu Onsen?) de Yoshishige Yoshida : Otami
- 1965 : Duel de l'aube (宮本武蔵 巌流島の決斗, Miyamoto Musashi: Ganryū-jima no kettō?) : dame de cour
- 1967 : Nuages garance (あかね雲, Akane-gumo?) de Masahiro Shinoda : Shigeko
- 1969 : Double suicide à Amijima (心中天網島, Shinjū: Ten no amijima?) de Masahiro Shinoda : la propriétaire
- 1982 : Saraba, adieu la terre natale (さらば愛しき大地, Saraba itoshiki daichi?) de Mitsuo Yanagimachi : Ine Yamazawa
- 1985 : Saigo no bakuto (最後の博徒?) de Kōsaku Yamashita

### À la télévision
- 1957 : Getsuyōbi no himitsu (月曜日の秘密?) (mini série TV)
- 1964 : Uzushio (うず潮?) (série TV)
- 1980 : Hadaka no taishō hōrōki (裸の大将放浪記?) (série TV - épisode 1)